# Stenoporpia dionaria
Stenoporpia dionaria là một loài bướm đêm trong họ Geometridae.